# Minnesota Opera

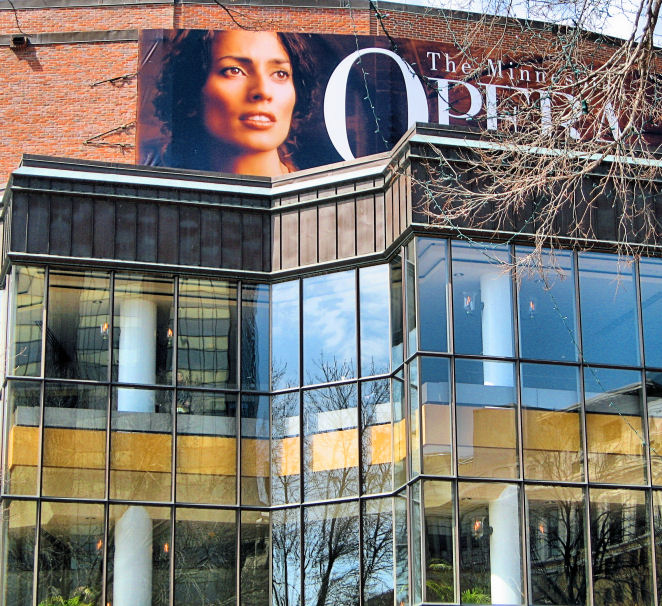
Minnesota Opera

Die Minnesota Opera ist eine Produktionsgesellschaft mit Sitz in Minneapolis, Minnesota.

## Geschichte
Die Institution wurde 1963 vom Walker Art Center gegründet. Der Präsident und General Director ist Ryan Taylor, ihm steht Dale Johnson in künstlerischen Belangen beratend zur Seite.
Die Minnesota Opera ist bekannt für die Uraufführung verschiedener Opern wie Where the Wild Things Are von Oliver Knussen (basierend auf dem Kinderroman von Maurice Sendak) und Frankenstein von Libby Larsen. Das letzte gemeinsam für eine Uraufführung in Auftrag gegebene Stück The Grapes of Wrath (Furore), basierend auf dem gleichnamigen Roman von John Steinbeck, mit der Musik von Ricky Ian Gordon und dem Libretto von Michael Korie.
Seit 2023 ist Christopher Franklin Chefdirigent der Minnesota Opera.